# O Carril (Vilagarcía de Arousa)

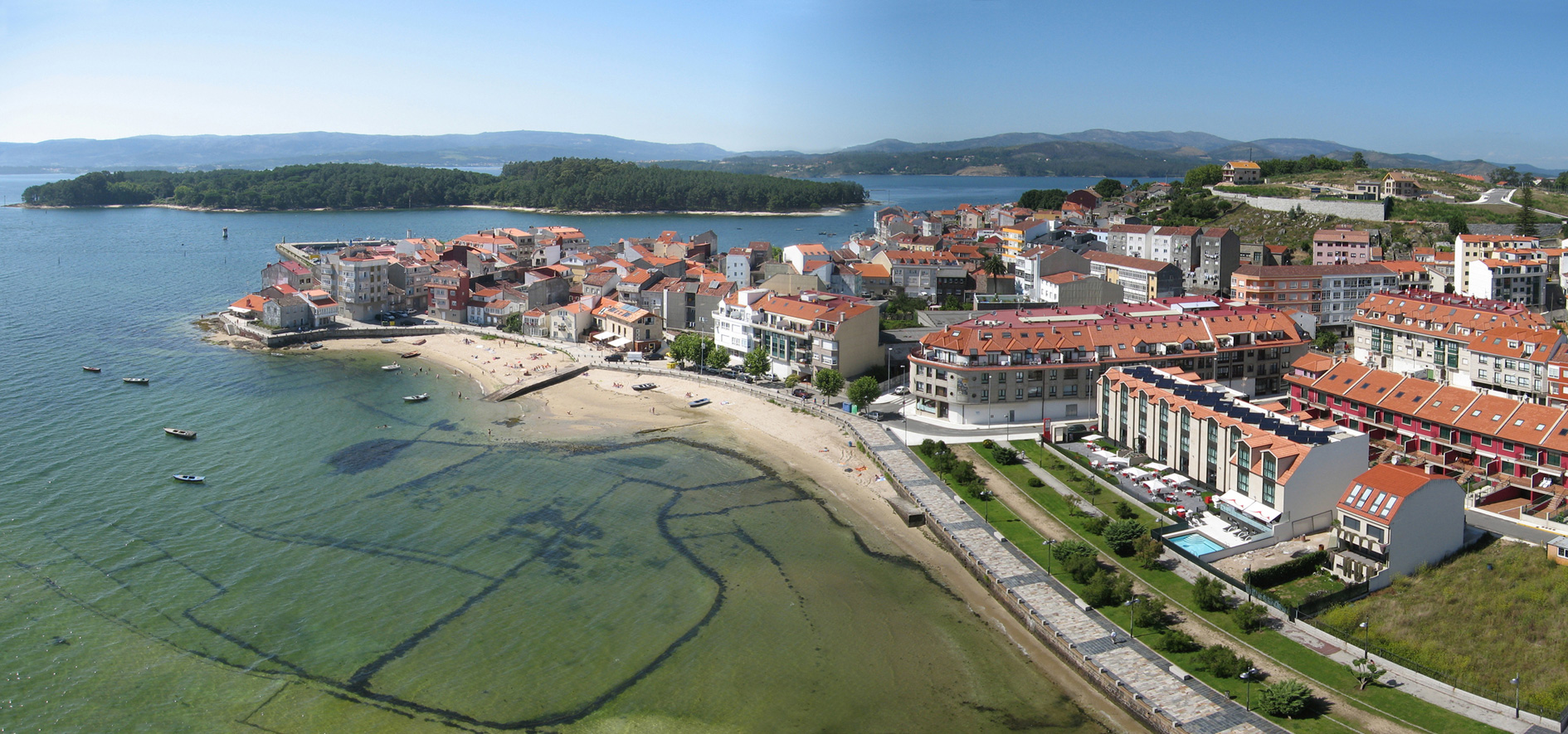
O Carril

Santiago do Carril és una parròquia del municipi gallec de Vilagarcía de Arousa, a la província de Pontevedra. O Carril fou un municipi independent fins a l'any 1913, quan es va integrar al municipi de Vilagarcía de Arousa.
L'any 2014 tenia una població de 1.515 habitants distribuïts entre 10 entitats de població: Os Ánxeles, A Caldigüela, O Campo, O Carril, O Castro, Guillán, O Loureiro, A Poteira, O Rueiro i Trabanca Sardiñeira.
Aquesta localitat és famosa per la qualitat de les seves cloïsses. Una de les activitats econòmiques més destacades és el marisqueig, especialment de cloïsses i catxels. En el mes d'agost se celebra una festa gastronòmica de la cloïssa a O Carril.
Les festes que se celebren a la parròquia són la Verge del Carme (16 de juliol), l'Apòstol Santiago (25 de juliol), San Fidel (següent diumenge a l'Apòstol) i la romeria de San Roque (mitjans d'agost).
El primer ferrocarril de Galícia es va inaugurar el 15 de setembre de 1873 entre aquesta localitat i Cornes, a l'antic municipi de Conxo, avui annexionat al de Santiago de Compostel·la.